# 야외 사생

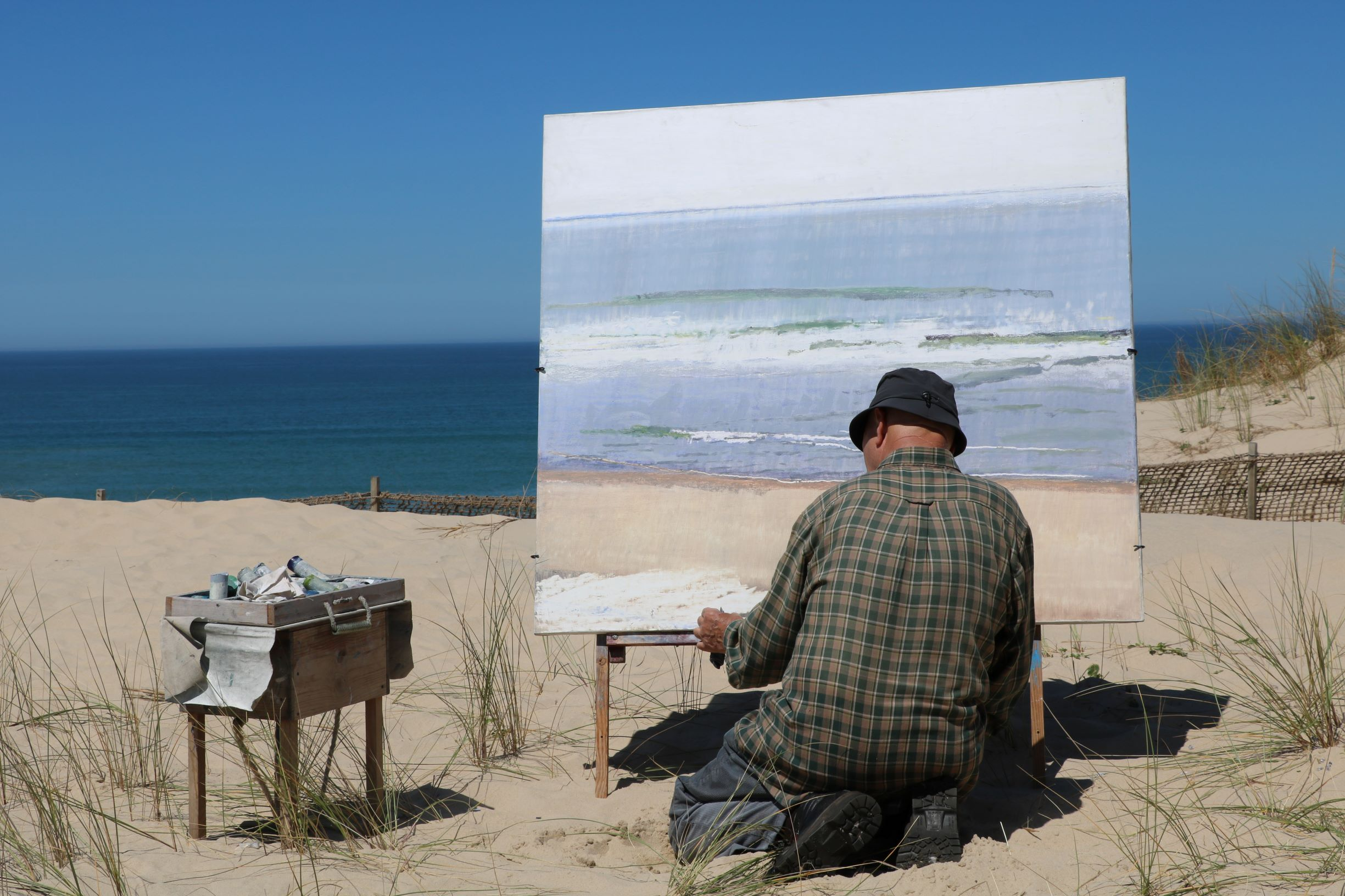
프랑스의 한 해변에서 그림을 그리고 있는 야외 사생 화가

야외 사생(野外 寫生)은 야외에서 그림을 그리는 행위를 뜻하며 불어로 '야외에서'를 의미하는 En plein air(엉 플레네)라고도 한다.
야외 사생 기법은 미리 정해진 모습을 만들어내는 스튜디오 페인팅이나 학문적 방법과는 대조적이다. '야외 사생(En plein air)' 이론은 피에르앙리 드 발랑시엔(1750–1819)에 의해 알려졌으며, 1800년에 쓴 《특히 풍경화에 관한 학생을 위한 성찰과 조언》(Reflections and Advice to a Student on Painting, Particularly on Landscape)이라는 논문에서 처음으로 설명되었다. 이 논문에서 그는 예술가가 직접 그 풍경 속에 위치하여 캔버스에 그림을 그리는 풍경 초상화 개념을 개발했다.
이러한 미술 기법으로 작가들은 날씨와 빛의 변화하는 세부 사항들을 그림에 보다 자세하게 담을 수 있게 되었다. 이러한 야외 사생은 휴대용 캔버스와 이젤의 발명으로 특히 프랑스에서 발전할 수 있었으며 1830년대 초에는 자연광을 이용한 그림을 그리는 바르비종파가 큰 영향을 미쳤다.
이 학파의 가장 두드러진 특징으로는 색조적 특징, 색채, 느슨한 붓놀림, 형태의 부드러움 등이 있다. 이러한 특징들은 19세기 중반 허드슨 리버 화파와 인상주의와 관련된 변형이었다.

## 역사

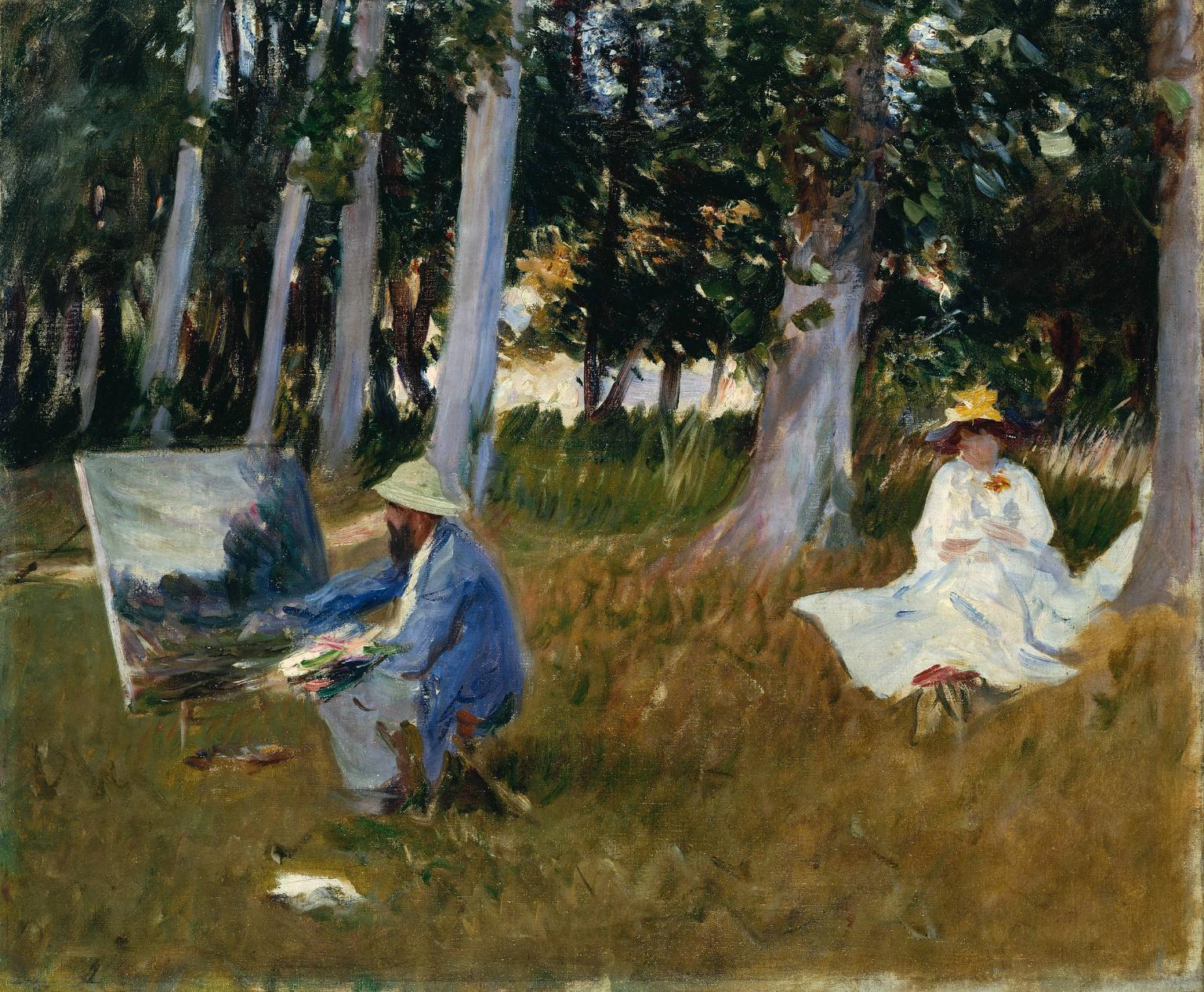
《숲 언저리에서 그림을 그리고 있는 클로드 모네》, 존 싱어 사전트, 54.0 × 64.8 cm, 테이트, 런던.

19세기 이전에는 예술가들이 다양한 매체에서 나온 원료를 직접 갈아서 자신만의 페인트를 혼합해 만들었었다. 이 때문에 재료들을 휴대하고 다니기가 불편했고 대부분의 그림 그리기 활동이 스튜디오에서만 진행됐었다. 그러나 1830년대에 샤를프랑수아 도비니와 테오도르 루소 등 프랑스의 바르비종 학파는 날씨 조건에 따라 변화하는 빛의 모습을 정확하게 묘사하기 위해 야외 사생을 선호했다.
이후 1800년대 후반에 튜브형 유화가 등장하면서 휴대성이 개선되었고, 더 많은 예술가가 야외 사생을 할 수 있게 되었다. 이는 1841년 미국의 초상화가 존 고프 랜드(John G. Rand)의 접이식 페인트 튜브의 발명으로 가능했다.
1860년대 초, 클로드 모네, 오귀스트 르누아르, 알프레드 시슬레, 프레데리크 바지유 네 명의 젊은 화가는 학술 화가 샤를 글레르의 지도를 받으며 만났다. 그들은 풍경과 현대 생활을 그리는 데 관심이 있었고 종종 함께 시골로 나가 야외에서 그림을 그리곤 했다. 그들은 자연에서 직접 햇빛을 받아 그림을 그릴 수 있다는 사실을 발견하고 당시 사용 가능했던 생생한 합성 안료를 활용해 더욱 밝고 가벼운 그림 그리는 방식을 개발하기 시작했는데, 이는 귀스타브 쿠르베의 사실주의와 바르비종파의 그림을 더욱 확장시켰다. 이 방식은 19세기 후반에 이르러 일반화 되었다.
당시 프랑스 전역에는 예술가들이 모인 집단 거주지가 많았는데, 그 중 에타플의 해안지역 Côte d'Opale에는 풍경화가 외젠 치고(Eugène Chigot)와 앙리 르 시다네르(Henri Le Sidaner) 등의 예술가 집단이 있었다. 특히, 시다네르는 오일과 파스텔을 사용하여 야광 빛을 캔버스로 옮기는 것을 전문으로 했다.
19세기 후반 토스카나에서 활동한 이탈리아 화가 집단인 마키아이올리는 이탈리아 미술 아카데미에서 가르치는 구식 관습을 깨고 대부분의 그림을 야외에서 그려 직접적인 자연광, 음영, 색상 등을 화폭에 담았다. 이러한 관행은 마키아이올리가 다소 다른 목적을 추구했음에도 불구하고, 마키아이올리를 몇 년 후에 유명해진 프랑스 인상주의자들과 연관시킨다. 그들의 운동은 1850년대 후반 피렌체에서 시작되었다.
19세기 후반 영국의 뉴린파(Newlyn School)도 이 야외 사생 기법을 지지했다. 영국 웨스트서식스의 앰버리(Amberley)에는 자유분방하고 비교적 덜 알려진 예술가 집단이 활동했는데, 이 집단은 파리에서 교육을 받은 에드워드 스톳을 중심으로 활동했으며, 이들은 빅토리아 시대 후반의 일부 사람들에게 큰 인기를 끌었던 분위기 있는 시골 풍경을 만들어냈다.
미국에서 야외 사생은 캘리포니아에서 시작하여 뉴욕의 허드슨강 등 자연 채광이 뛰어난 다른 지역까지 퍼져나갔다.
관찰을 통한 야외 사생 활동은 21세기에도 계속해서 인기를 끌고 있다.

## 준비와 조건

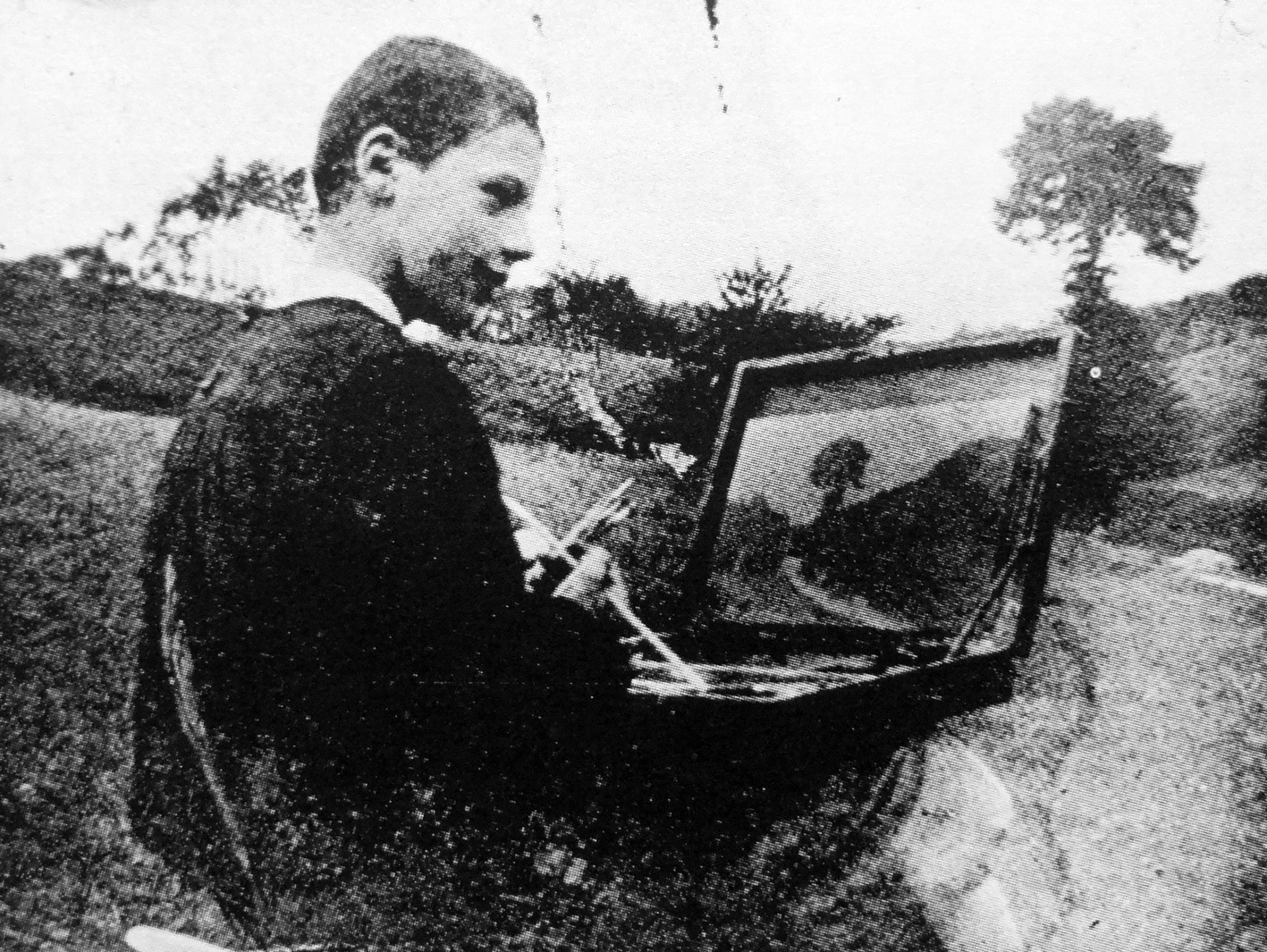
포차드 박스를 사용하여 야외 사생 중인 로베르 팽숑, 1898년

전형적으로 '프렌치 박스 이젤' 또는 '필드 이젤'로 알려진 '박스 이젤'이 발명된 것은 19세기 중반이었다. 이젤을 발명한 사람이 누구인지는 정확히 알려지진 않지만, 길이 조절이 가능한 다리와 페인트가 내장된 상자, 그리고 팔레트가 있는 매우 휴대하기 편리한 이젤 덕분에 숲속이나 언덕을 오르는 것이 더 용이해졌다. 오늘날에도 이러한 이젤은 여전히 만들어지고 있으며, 최근에는 서류가방 크기로 접을 수 있어 보관하기에도 쉽다.
포차드 박스는 화구와 팔레트를 넣을 수 있고 뚜껑 안쪽에 작품을 놓을 수 있게 해주는 소형 화구 상자이다. 일부 화구 상자는 뚜껑에 내장된 죔쇠로 그림을 고정할 수 있도록 하여 더 큰 캔버스를 사용할 수도 있다. 이러한 포차드 박스는 실내에서 그림 그릴 때 말고도 야외 사생을 하는데 많이 사용하며 주로 야외 현장에서 그림을 그리는 데 사용되기 때문에 캔버스나 작업 표면은 일반적으로 50cm(20인치)가 채 안된다.
야외 사생을 하기 위해선 위의 준비물 외에도 여러 조건들이 요구되는데, 날씨나 주변의 동물, 벌레, 구경꾼, 그리고 사용하는 페인트의 종류 등의 환경적 조건들이 요구된다. 특히, 습도가 높고 비가 오는 날에는 야외에서 그림을 그리기가 제한적이다. 아크릴 물감은 따뜻하고 햇볕이 강한 날씨에는 빨리 굳어져 빨리 마르며 재사용할 수 없다. 야외 사생은 아크릴이 발명되기 전에 먼저 등장했으며 전통적인 야외 사생 방법으로는 유화를 사용하는 방법이 있다.

## 야외 사생 화가
클로드 모네, 카미유 피사로, 알프레드 시슬리, 피에르 오귀스트 르누아르 등 프랑스 인상파 화가들은 야외 사생을 즐겨 했으며, 그들의 작품 대부분은 야외에서 커다랗고 하얀 우산 속 희미한 빛 아래에서 그려졌다. 특히, 클로드 모네는 특정 순간에 외부 환경의 근접성과 유사성을 화폭에 담기 위해서는 스튜디오에서 그리기 보다 외부에 나가야 한다는 결론을 내린 열렬한 야외 사생 화가였다. 19세기 후반에서 20세기 초 러시아에서는 바실리 폴레노프, 이삭 레비탄, 발렌틴 세로프, 콘스탄틴 코로빈, 이고르 그라바르 등의 화가들이 야외 사생을 하는 것으로 유명했다.

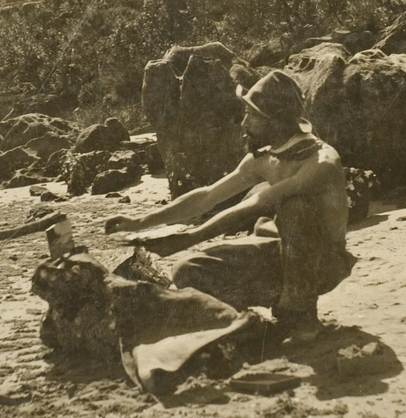
야외 사생 중인 하이델베르크 학파의 아서 스트리튼, 1892년경

19세기 후반 야외 사생은 구세계에만 국한되지 않았다. 올드 라임 학교의 인상파를 비롯한 미국의 인상파 화가들도 야외 사생 화가로 활발히 활동했다. 당시 야외 사생을 즐겨했던 미국의 유명한 인상파 화가로는 가이 로즈, 로버트 윌리엄 우드, 메리 드닐 모건, 존 갬블, 아서 힐 길버트 등이 있다. 1880년대와 1890년대 호주에서는 아서 스트리튼, 프레드릭 맥커빈, 톰 로버츠 등 호주 인상주의의 하이델베르그 학파 구성원들도 야외 사생 화가로 활동했다. 1920년대 캐나다의 그룹 오브 세븐과 톰 톰슨 역시 대표적인 야외 사생 화가이다.

## 사진

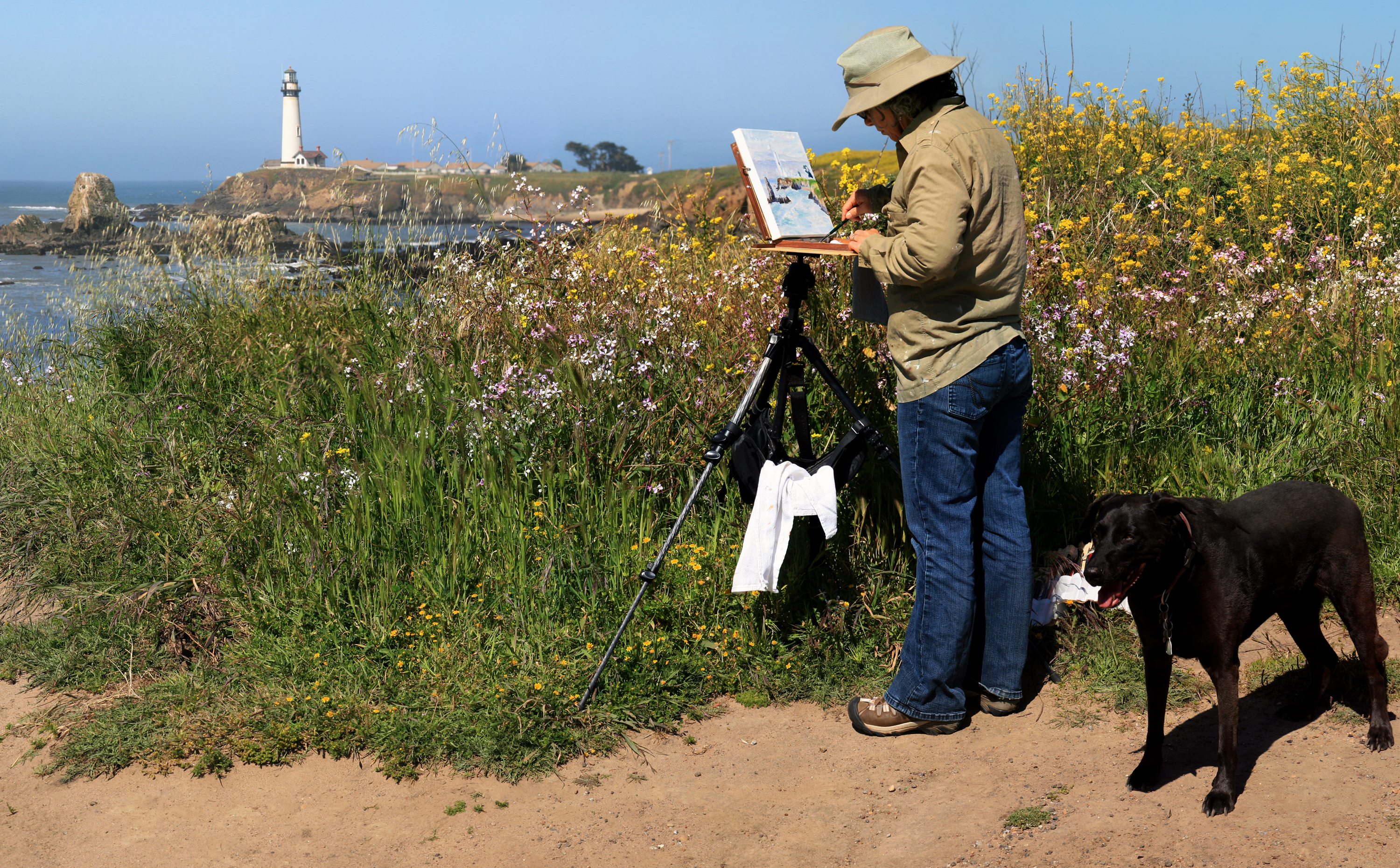
야외사생으로 이젤과 포차드 박스를 사용하여 캘리포니아주의 피전 포인트 등대를 그리고 있는 화가
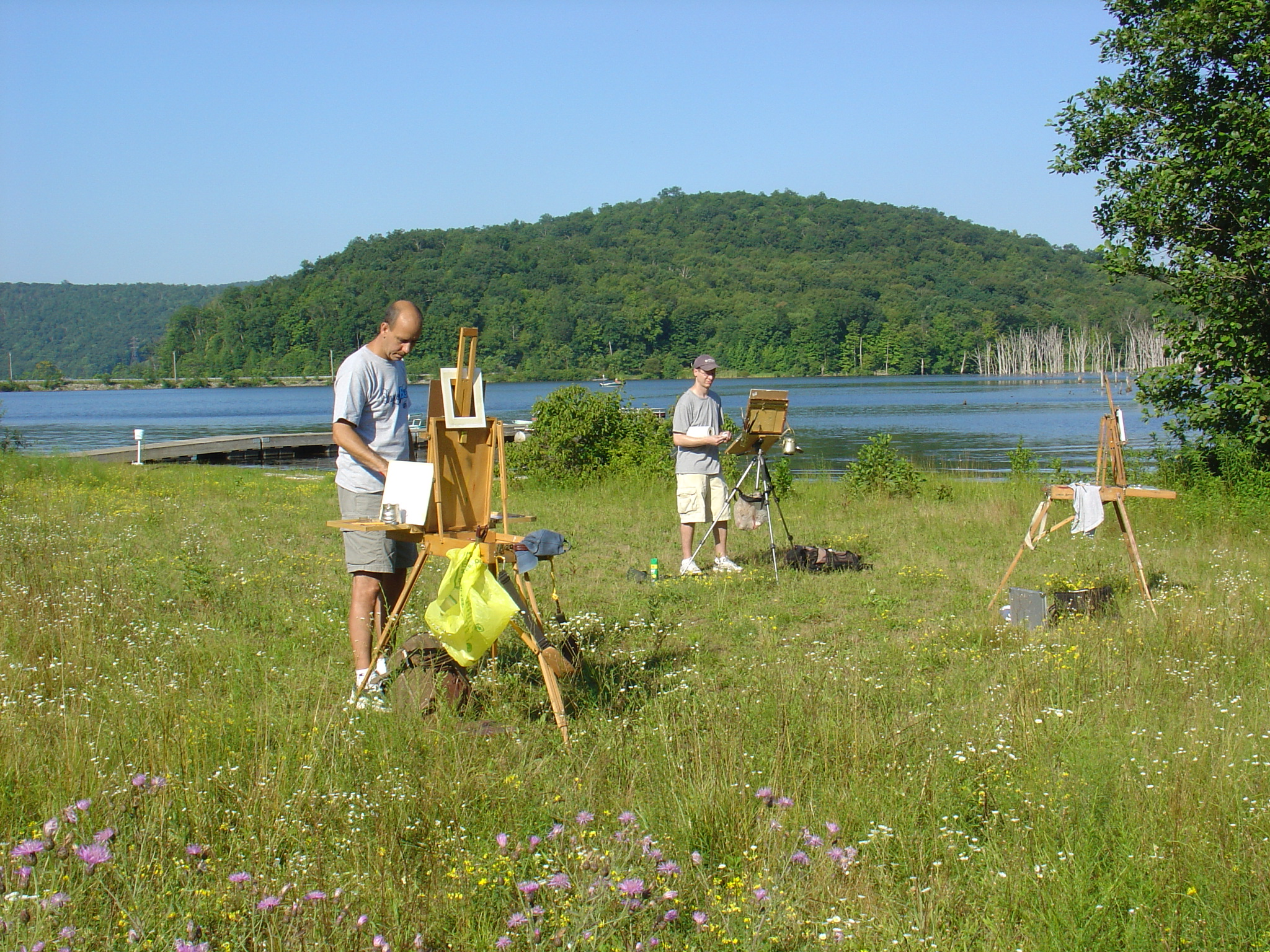
뉴저지주 링우드에서 프렌치 이젤과 포차드 박스를 사용하여 야외 사생을 하고 있는 화가들.
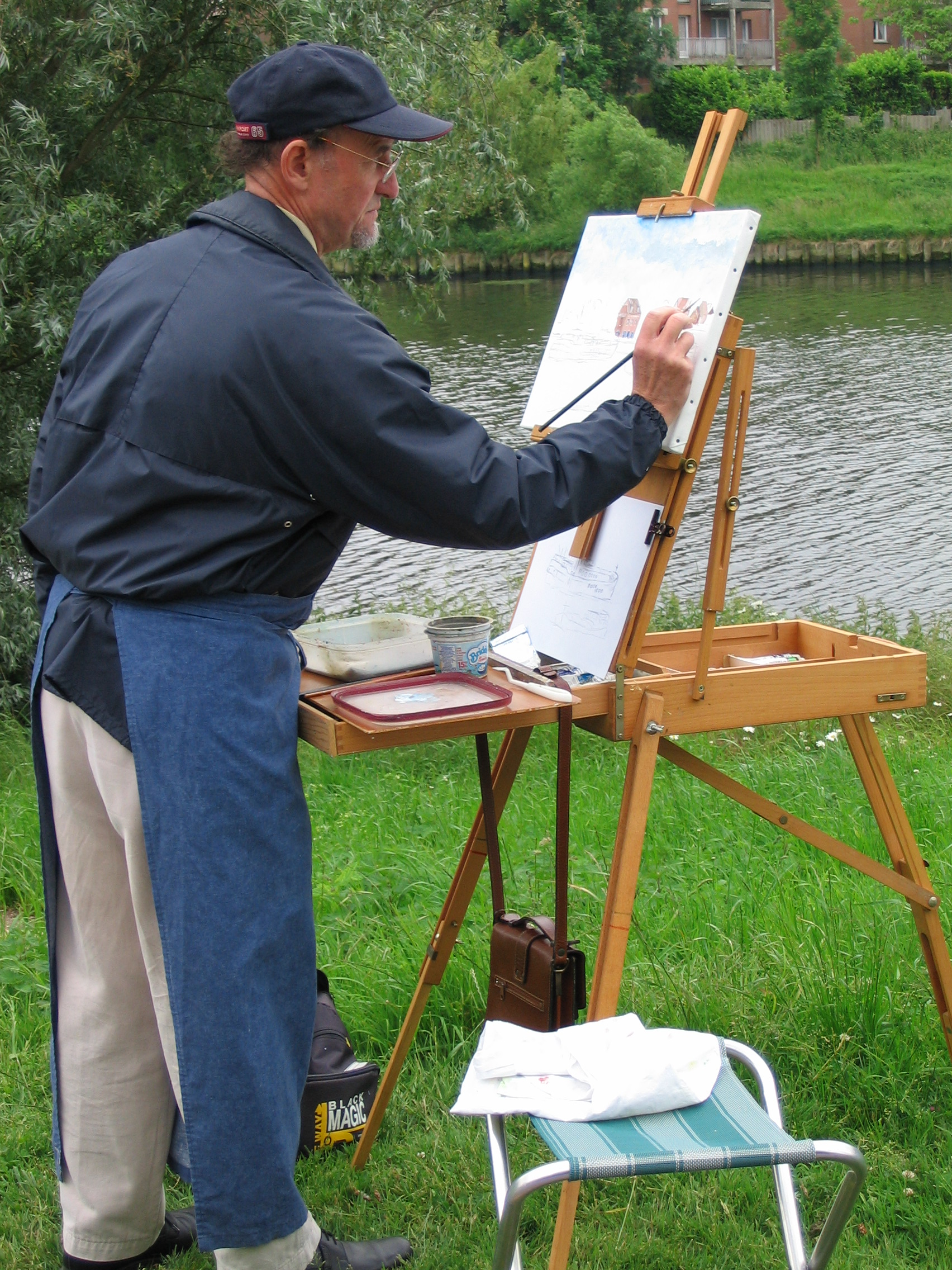
다리 길이 조절이 되고 수납 공간이 있는 휴대용 이젤로 야외 사생을 하고 있는 화가
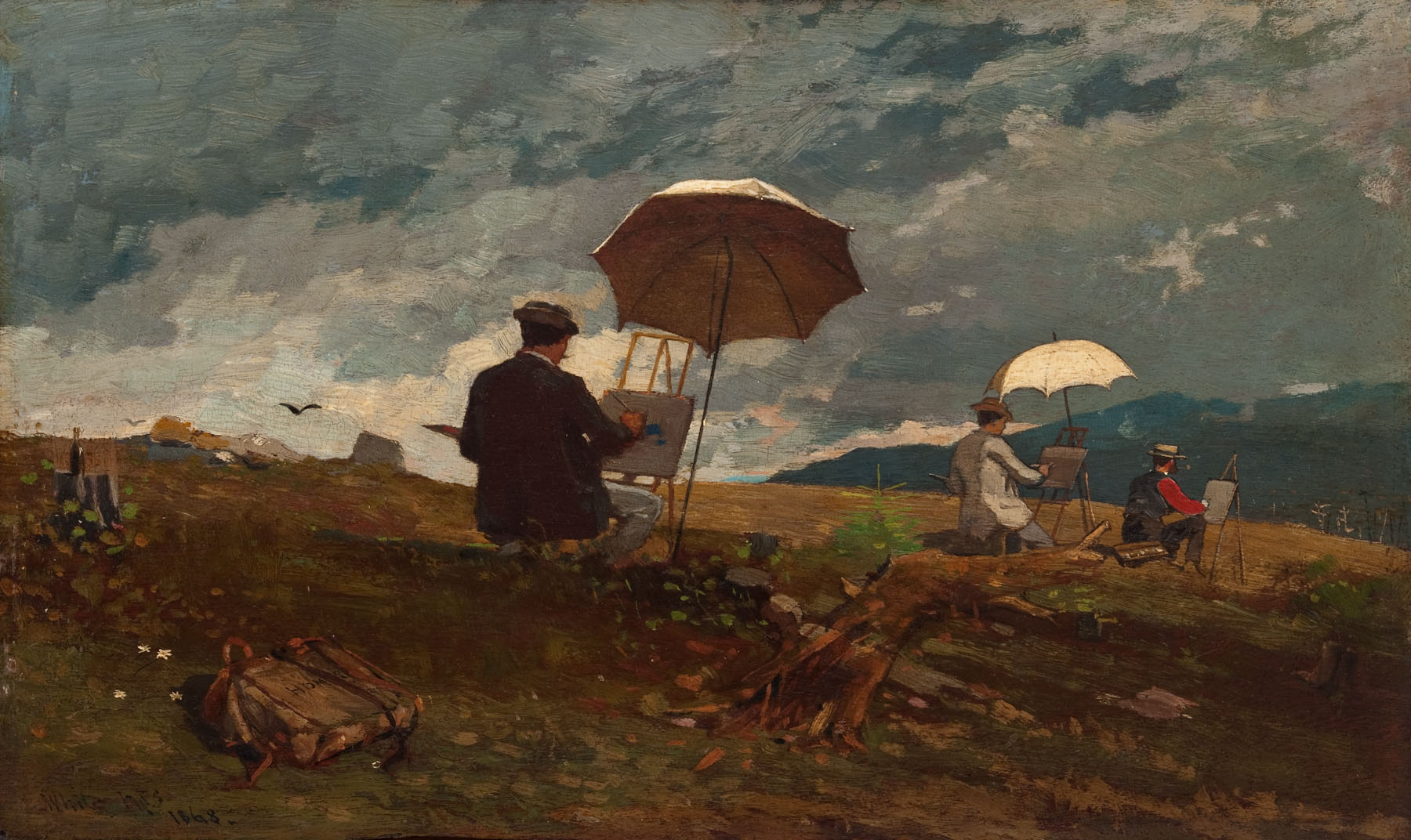
《화이트 산맥에서 스케치하는 예술가들》, 윈슬로 호머, 1868년, 판넬에 유채, 24.1 × 40.3 cm, 포틀랜드 미술관
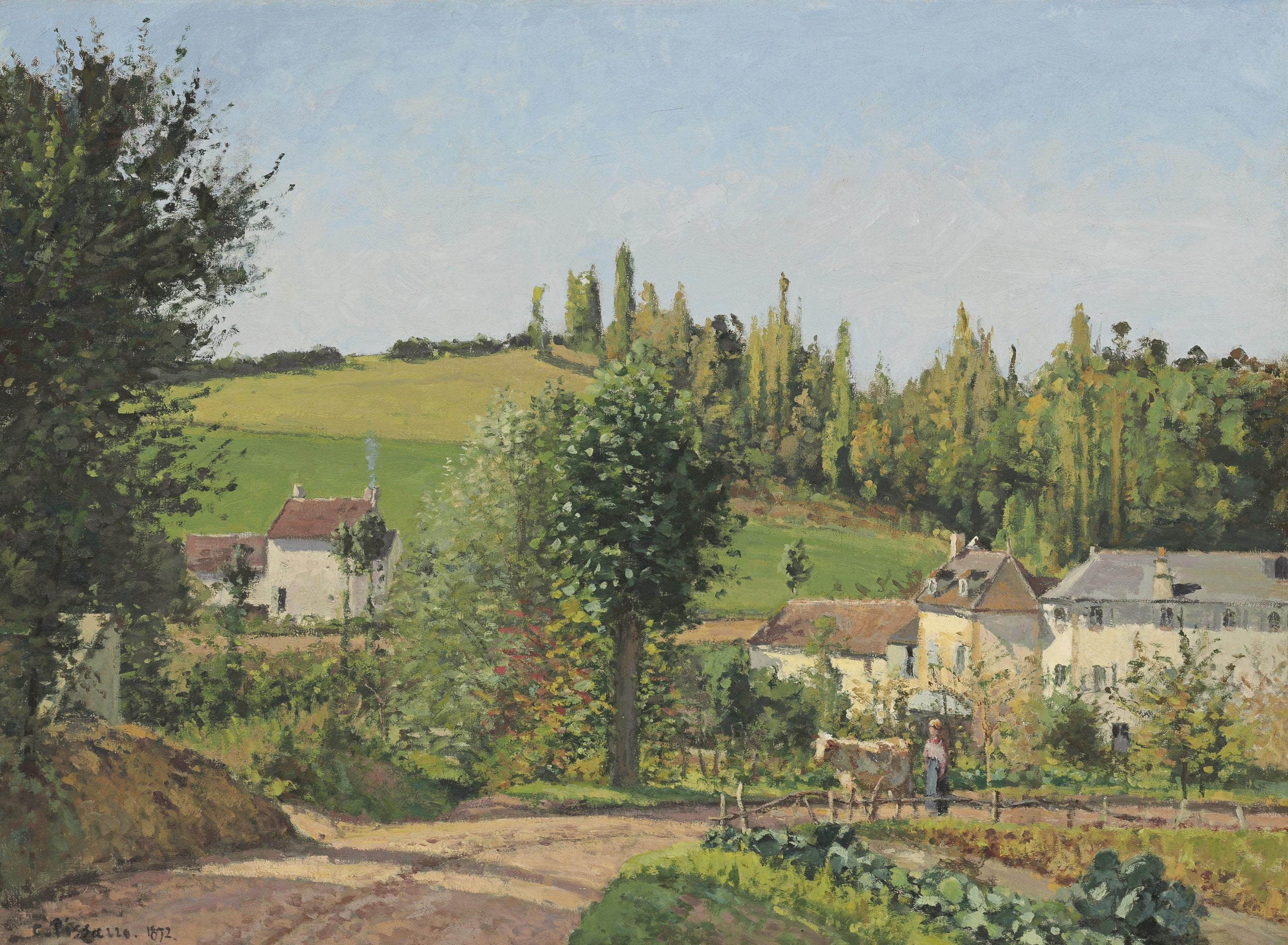
Hameau aux environs de Pontoise, 카미유 피사로, 1872년, 캔버스에 유채, 54 × 74 cm, 개인 소장
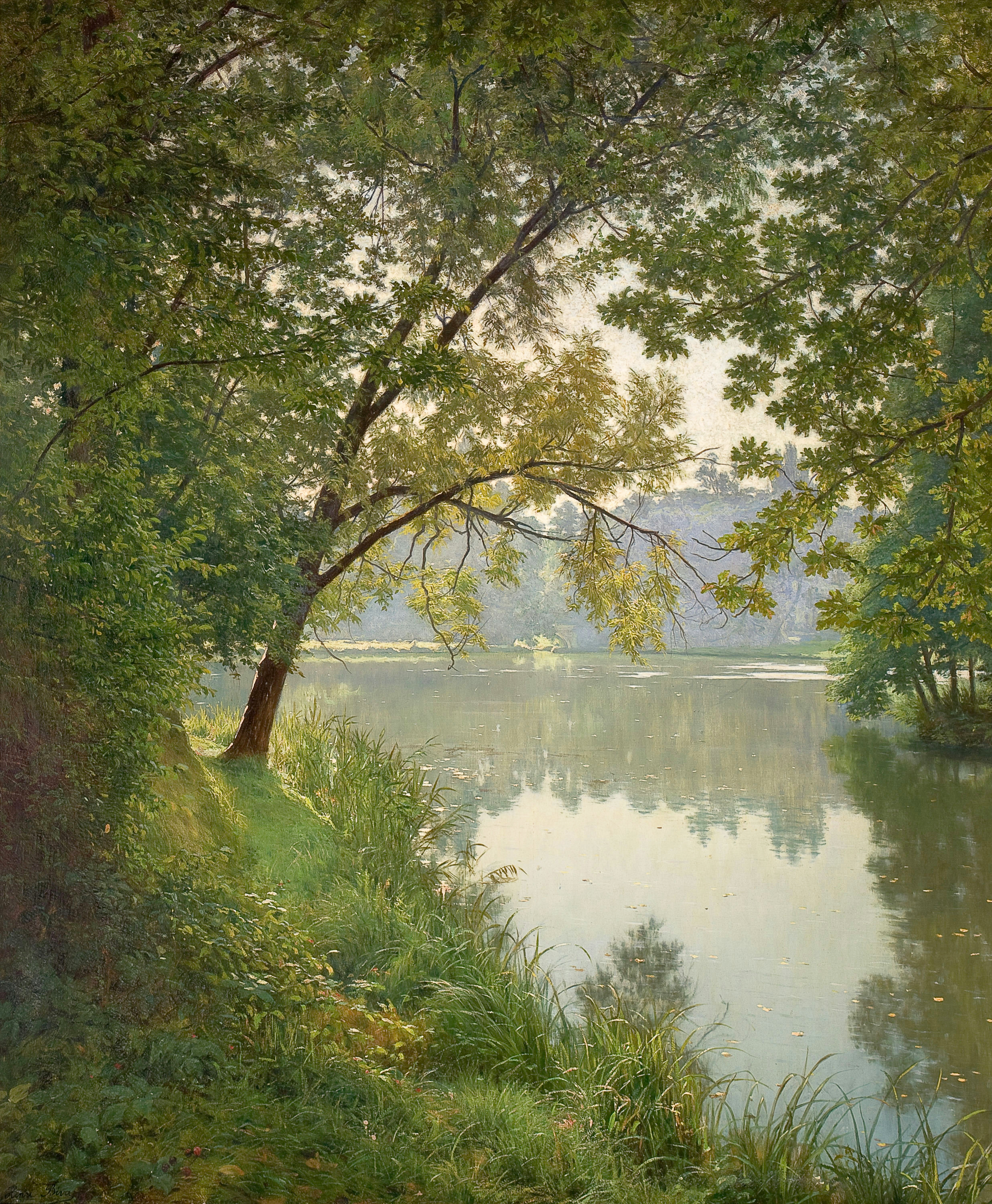
Matin à Villeneuve (From Waters Edge), 앙리 비바, 1905–1906년경, 캔버스에 유채, 151.1 × 125.1 cm, 개인 소장
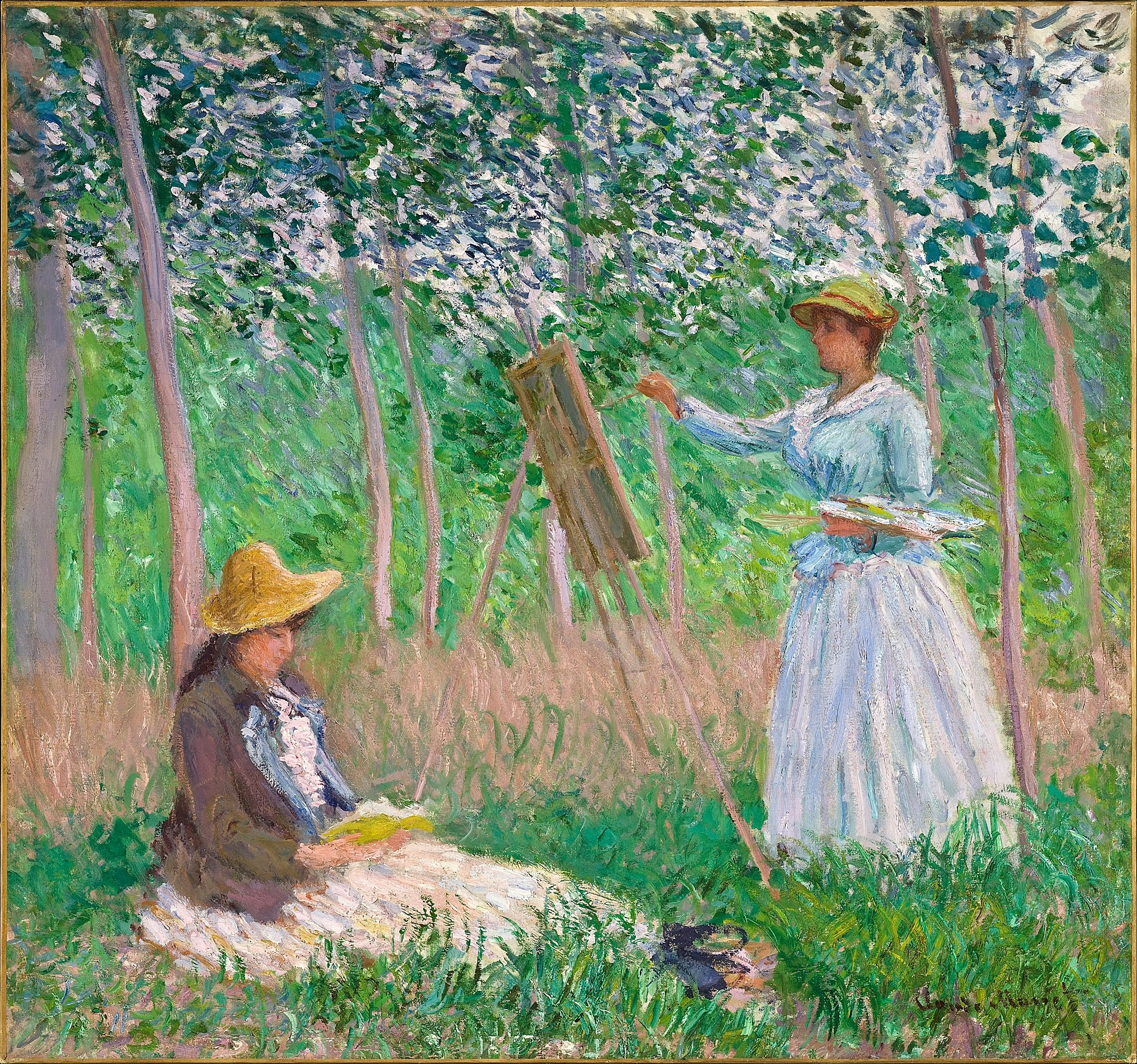
《지베르니 숲속에서 책을 읽는 Suzanne Hoschedé와 이젤을 활용하여 그림을 그리고 있는 Blanche Hoschedé Monet》, 클로드 모네, 1887, 캔버스에 유채, 91.4 x 97.7 cm, 로스앤젤레스 카운티 미술관
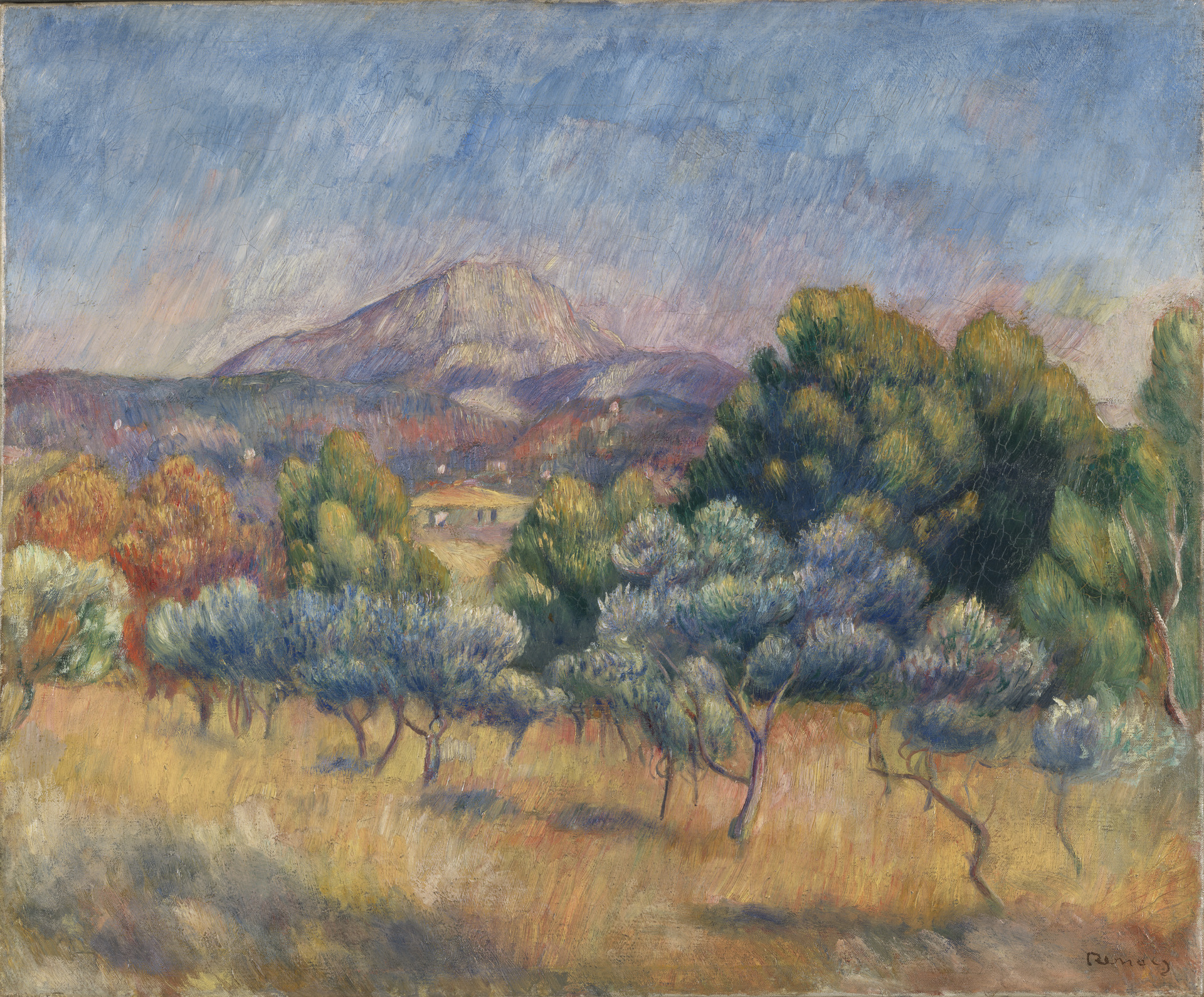
《생트 빅투아르산》, 오귀스트 르누아르, 1888-1889년경, 캔버스에 유채, 53 x 64.1 cm, 예일대학교 미술관
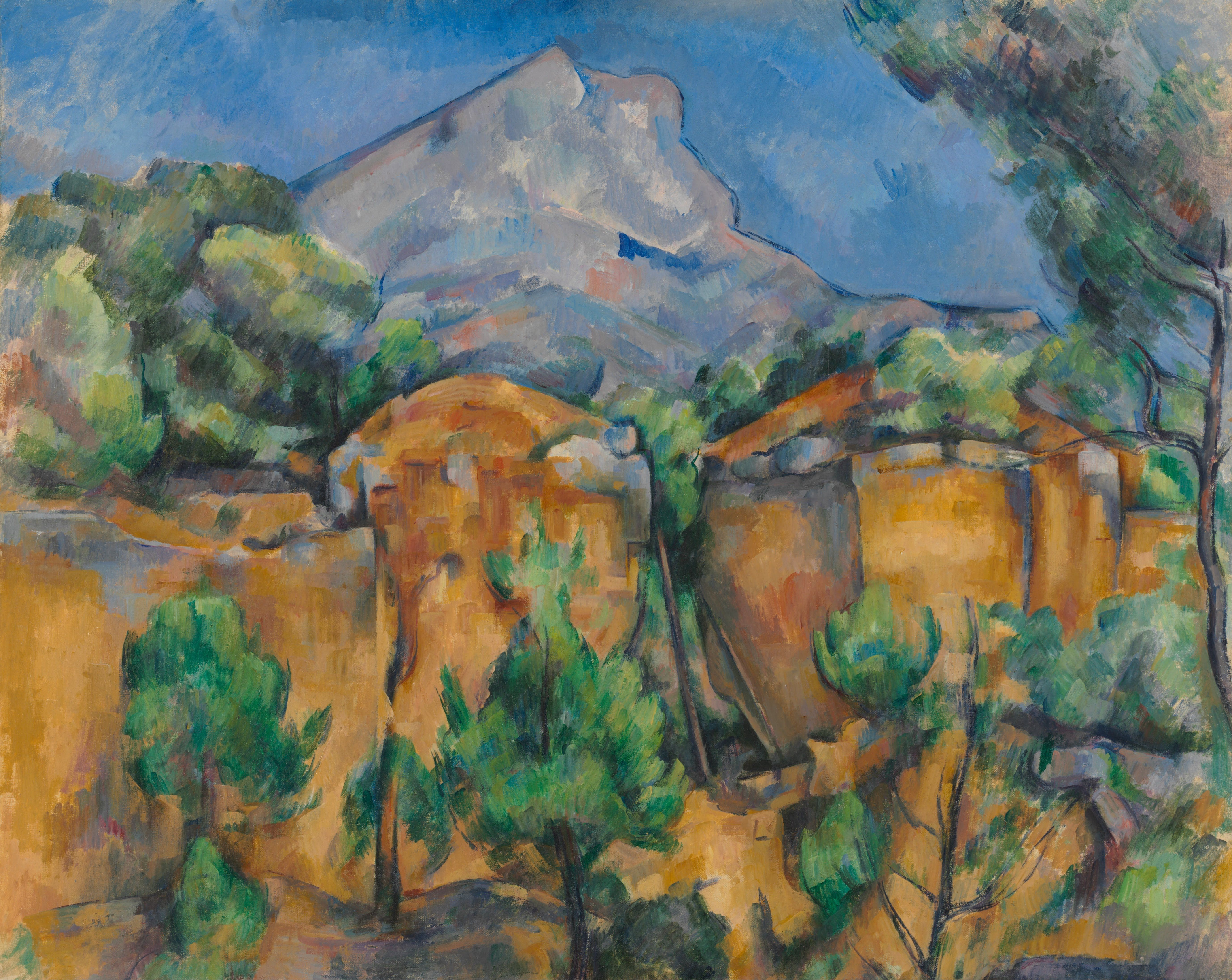
《생트 빅투아르산》(La Montagne Sainte-Victoire vue de la carrière Bibémus), 폴 세잔, 1897년경, 캔버스에 유채, 65.1 × 81.3 cm, 볼티모어 미술관
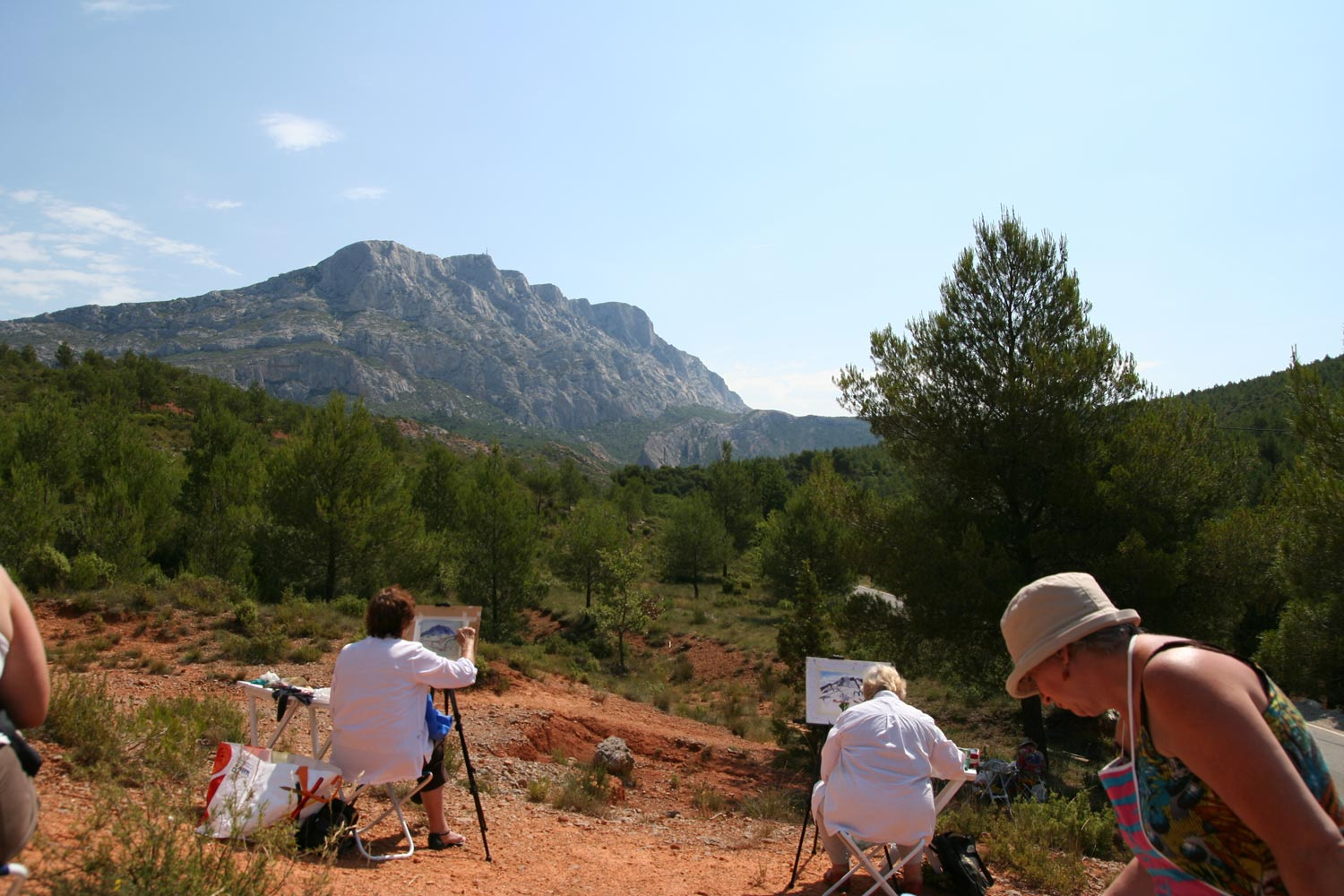
야외에서 세잔의 《생트 빅투아르산》을 그리고 있는 참가자들